# Kikaste
Kikaste – wieś w Estonii, w prowincji Tartu, w gminie Luunja.